# Onthophagus benguellianus
Onthophagus benguellianus là một loài bọ cánh cứng trong họ Bọ hung (Scarabaeidae).